# Kena (Onega)
La Kena (en russe : Кена) est une rivière située dans le raïon de Plessetsk dans l'oblast d'Arkhangelsk en Russie septentrionale. Affluent gauche de l'Onega, elle est longue de 39 kilomètres depuis le lac Kenozero, sa source.

## Géographie
La rivière coule dans l'oblast d'Arkhangelsk dans le Nord russe. 
De la source à la bouche :
- Perchlakhta
- Korovino (hameau)
- Korovino (village)
- Samkovo (village)
- Samkovo (hameau)
- Vranikovskaïa
- Izmaïlovskaïa
- Koriakino
- Roudnikovskaïa